# Ocenebra lumaria
Ocenebra lumaria is een slakkensoort uit de familie van de Muricidae. De wetenschappelijke naam van de soort is voor het eerst geldig gepubliceerd in 1926 door Yokoyama.